# Theodor Ziehen
Theodor Ziehen (Francoforte sul Meno, 12 novembre 1862 – Wiesbaden, 29 dicembre 1950) è stato un neurologo, psichiatra e filosofo tedesco.

## Biografia
Come studente di ginnasio studiò le opere di Immanuel Kant e Arthur Schopenhauer al Lessing-Gymnasium di Francoforte. Successivamente studiò medicina a Würzburg e Berlino, dove ricevette il dottorato nel 1885. Mentre studiò medicina studiava gli scritti di David Hume, Spinoza, Platone e George Berkeley. Dopo la laurea lavorò come assistente di Karl Ludwig Kahlbaum all'ospedale psichiatrico di Görlitz e nel 1887 diventò assistente di Otto Binswanger presso la clinica psichiatrica di Jena. A Jena uno dei suoi pazienti era il filosofo Friedrich Nietzsche.
Successivamente fu professore di psichiatria a Utrecht (dal 1900), Halle (dal 1903) e Berlino (1904-1912). Nel 1912 si trasferì con la sua famiglia in una piccola villa a Wiesbaden, dove trascorse i seguenti anni come studioso privato. Dal 1917 lavorò come professore di filosofia all'Università di Halle e nel 1930 si ritirò a Wiesbaden, dove morì il 29 dicembre 1950.
Insieme al neurologo Hermann Oppenheim, viene chiamata la "sindrome di Ziehen-Oppenheim", una condizione definita come distonia genetica di torsione (spasmi) dovuta a una lesione dei gangli della base.

## Opere principali
- Sphygmographische Untersuchungen an Geisteskranken, Jena, 1887.
- Leitfaden der physiologischen Psychologie, Jena, 1891
- Das Centralnervensystem der Cetaceen, 1892.
- Psychiatrie für Ärzte und Studirende, 1894
- Das Centralnervensystem der Monotremen und Marsupialier, 1897.
- Psychophysiologische Erkenntnistheorie, Jena, 1898.
- Anatomie des Centralnervensystems, In: Handbuch der Anatomie des Menschen, Jena, 1899. Zweite Abteilung 1934.
- Über die allgemeinen Beziehungen zwischen Gehirn und Seelenleben, Leipzig, 1902.
- Anatomie des Nervensystems (curato da Richard Zander) in: Handbuch der Anatomie des Menschen, 1903.
- Die Prinzipien und Methoden der Begabungs-, insbesondere der Intelligenzprüfung, 1908; 5. Aufl., 1923.
- Die Erkennung der psychopathischen Konstitutionen und die öffentliche Fürsorge für psychopatisch veranlagte Kinder, Jena, 1912; 3. Aufl., 1916.
- Ärztliche Wünsche zur Fürsorgeerziehung, Langensalza, 1913.
- Erkenntnistheorie auf psychophysiologischer und physikalisher Grundlage, Jena, 1913.
- Zum gegenwärtigen Stand der Erkenntnistheorie: zugleich Versuch einer Einteilung der Erkenntnistheorien Wiesbaden: J. F. Bergmann, 1914.
- Die Grundlagen der Psychologie, Leipzig and Berlin, 1915.
- Die Geisteskrankheiten des Kindesalters einschließlich des Schwachsinns und der psychopathischen Konstitutionen 2 parti, Berlin, 1915-1917; second edition, 1926.
- Das Verhältnis der Logik zur Mengenlehre, Berlin, 1917.
- Über das Wesen der Beanlagung und ihre methodische Erforschung; Langensalza, 1918; 4 edizione, 1929.
- Lehrbuch der Logik auf positivistischer Grundlage mit Berücksichtigung der Geschichte der Logic, Bonn, 1920.
- Die Beziehungen der Lebenserscheinungen zum Bewußtsein 1921.
- Grundlage der Naturphilosophie, 1922.
- Vorlesungen über Ästhetik (Lectures on aesthetics); (2 volumi), 1923 und 1925).
- Das Seelenleben der Jugendlichen; Langensalza, 1923; 4 edizione, 1931.
- Die Grundlagen der Charakterologie; Langensalza, 1930.[2]